# Himalayisme
L'himalayisme est la pratique de l'alpinisme dans le massif de l'Himalaya.

## Caractéristiques
Elle se caractérise par les très hautes altitudes de ce massif, dépassant les 7 000 m et pour quatorze sommets, les 8 000 m. On distingue le style expédition, qui se caractérise par l'emploi d'hélicoptères assurant la logistique jusqu'aux camps de base, par l'utilisation de camps successifs, leur ravitaillement en bouteilles d'oxygène, en cartouches de gaz et en nourriture, l'équipement des voies d'ascension de cordes fixes et l'installation de tentes par les sherpas, fournis majoritairement par des agences de tourisme népalaises qui ont emboîté le pas des agences occidentales, et le style alpin, plus sportif et aventureux.

### Filmographie
- On va marcher sur l’Everest, Nomade Productions, « Watch ON VA MARCHER SUR L'EVEREST Online | Vimeo On Demand », 19 juillet 2014 (consulté le 21 août 2018), François Damilano, réalisé en 2014.
- K2, Une journée particulière, Chaîne Voyage, « K2, Une journée particulière », 22 mai 2017 (consulté le 21 août 2018), François Damilano, réalisé en 2017, prix du meilleur film de l’Aventure au Morrocco International Film Festival.